# روبر دورژبره
روبر دورژبره (فرانسوی: Robert Dorgebray‎; ۱۶ اکتبر ۱۹۱۲ – ۲۹ سپتامبر ۲۰۰۵) دوچرخه‌سوار اهل فرانسه بود.
وی در مسابقات کشوری و بین‌المللی در مجموع برندهٔ ۱ مدال طلا شده‌است.